# Saison 2007 de la Currie Cup Premier Division
Navigation
Currie Cup 2006 Currie Cup 2008
La saison 2007 de la Currie Cup Premier Division voit s'affronter les huit meilleures provinces d'Afrique du Sud du 22 juin au 27 octobre 2007. La compétition est en deux phases. Lors de la première phase de la compétition, les équipes s'affrontent en matchs aller-retour. Les quatre premières sont qualifiées pour les demi-finales. L'équipe classée première affronte celle classée quatrième, et l'équipe classée seconde affronte celle classée troisième.
La compétition est remportée par les Free State Cheetahs qui battent les Golden Lions sur le score de 20 à 18 en finale. C'est le troisième titre consécutif l'équipe de l'État-Libre dans la compétition après ses victoires en 2005 et 2006.

## Équipes participantes
La compétition oppose pour la saison 2007 les huit meilleures provinces sud-africaines de rugby à XV :
| - Blue Bulls - Boland Cavaliers - Falcons - Free State Cheetahs | - Golden Lions - Griquas - Natal Sharks - Western Province |

## Classement de la phase régulière
| Rang | Province                | J  | V  | N | D  | Bo | Bd | Pm  | Pe  | Diff | Pts |
| ---- | ----------------------- | -- | -- | - | -- | -- | -- | --- | --- | ---- | --- |
| 1    | Free State Cheetahs (T) | 14 | 13 | 0 | 1  | 8  | 0  | 566 | 251 | +315 | 60  |
| 2    | Natal Sharks            | 14 | 10 | 0 | 4  | 8  | 3  | 410 | 272 | +138 | 51  |
| 3    | Golden Lions            | 14 | 9  | 0 | 5  | 4  | 2  | 403 | 229 | +174 | 42  |
| 4    | Blue Bulls              | 14 | 8  | 0 | 6  | 6  | 1  | 424 | 282 | +142 | 39  |
| 5    | Western Province        | 14 | 8  | 0 | 6  | 5  | 2  | 378 | 307 | +71  | 39  |
| 6    | Griquas                 | 14 | 5  | 0 | 9  | 5  | 2  | 374 | 432 | -58  | 27  |
| 7    | Boland Cavaliers        | 14 | 3  | 0 | 11 | 4  | 2  | 239 | 602 | -363 | 18  |
| 8    | Falcons                 | 14 | 0  | 0 | 14 | 3  | 2  | 292 | 711 | -419 | 5   |

|  | Qualifiés pour la phase finale (no 1, no 2, no 3, no 4). |
|  | T : Tenant du titre 2006                                 |

Attribution des points : victoire sur tapis vert : 5, victoire : 4, match nul : 2, défaite : 0, forfait : -2 ; plus les bonus (offensif : 4 essais marqués ; défensif : défaite par 7 points d'écart maximum).
Règle de classement : ?

## Résultats des rencontres de la phase régulière
L'équipe qui reçoit est indiquée dans la colonne de gauche.
| Province            | BLU   | BOL   | FAL   | FSC   | GOL   | GRI   | NAT   | WES   |
| ------------------- | ----- | ----- | ----- | ----- | ----- | ----- | ----- | ----- |
| Blue Bulls          |       | 36-12 | 43-26 | 18-44 | 25-11 | 46-3  | 18-26 | 35-10 |
| Boland Cavaliers    | 15-62 |       | 24-20 | 20-22 | 10-15 | 22-57 | 12-26 | 15-10 |
| Falcons             | 7-48  | 33-39 |       | 11-45 | 5-62  | 25-65 | 22-45 | 23-46 |
| Free State Cheetahs | 29-17 | 91-3  | 80-33 |       | 24-19 | 55-10 | 25-23 | 45-13 |
| Golden Lions        | 27-22 | 36-12 | 61-30 | 11-27 |       | 45-24 | 14-0  | 19-16 |
| Griquas             | 26-18 | 43-32 | 63-10 | 17-21 | 0-28  |       | 14-24 | 25-30 |
| Natal Sharks        | 29-10 | 50-25 | 43-29 | 22-42 | 21-3  | 43-20 |       | 32-16 |
| Western Province    | 17-26 | 62-10 | 47-18 | 34-20 | 18-13 | 37-7  | 22-19 |       |

|  | Victoire à domicile |  | Match nul |  | Défaite à domicile |

## Phase finale
|  | Demi-finales                                | Demi-finales                                |                         |    | Finale                                      | Finale                                      |
|  | Demi-finales                                | Demi-finales                                |                         |    | Finale                                      | Finale                                      |
|  |                                             |                                             |                         |    |                                             |                                             |
|  | 13 octobre 2007, Vodacom Park, Bloemfontein | 13 octobre 2007, Vodacom Park, Bloemfontein |                         |    | 27 octobre 2007, Vodacom Park, Bloemfontein | 27 octobre 2007, Vodacom Park, Bloemfontein |
|  | 13 octobre 2007, Vodacom Park, Bloemfontein | 13 octobre 2007, Vodacom Park, Bloemfontein |                         |    | 27 octobre 2007, Vodacom Park, Bloemfontein | 27 octobre 2007, Vodacom Park, Bloemfontein |
|  | [1] Free State Cheetahs                     | 11                                          |                         |    | 27 octobre 2007, Vodacom Park, Bloemfontein | 27 octobre 2007, Vodacom Park, Bloemfontein |
|  | [1] Free State Cheetahs                     | 11                                          |                         |    | 27 octobre 2007, Vodacom Park, Bloemfontein | 27 octobre 2007, Vodacom Park, Bloemfontein |
|  | [4] Blue Bulls                              | 6                                           |                         |    | 27 octobre 2007, Vodacom Park, Bloemfontein | 27 octobre 2007, Vodacom Park, Bloemfontein |
|  | [4] Blue Bulls                              | 6                                           | [1] Free State Cheetahs | 20 |                                             |                                             |
|  | 13 octobre 2007, ABSA Stadium, Durban       |                                             | [1] Free State Cheetahs | 20 |                                             |                                             |
|  |                                             | [3] Golden Lions                            | 18                      |    |                                             |                                             |
|  | [2] Natal Sharks                            | [3] Golden Lions                            | 18                      | 12 |                                             |                                             |
|  | [2] Natal Sharks                            |                                             |                         | 12 |                                             |                                             |
|  | [3] Golden Lions                            | 19                                          |                         |    |                                             |                                             |
|  | [3] Golden Lions                            | 19                                          |                         |    |                                             |                                             |